# Вострикова, Анна Сергеевна
Анна Сергеевна Вострикова (род. 24 августа 2002 года, Рыбинск, Россия) — российская шорт-трекистка, участница Зимних Олимпийских игр 2022 года, 3-кратная чемпионка России и 6-кратный призёр на отдельных дистанциях, бронзовый призёр чемпионата России в многоборье. Обладательница Кубка России-2021: золото 1000м и 1500м. Мастер спорта России. Воспитанница Рыбинской и Новоуральской спортшкол. Выступает за Ярославскую и Свердловскую области. 

## Биография
Анна родилась в Рыбинске, где ходила в детсад, который находился рядом с ледовым дворцом спорта и вместо утренней прогулки детям предлагали кататься на коньках. Так она начала заниматься шорт-треком в возрасте шести лет в ДС «Полет» под руководством тренера высшей категории Доколиной Ольги Владимировны. Она расцвела в начальной школе, стало ясно – девочка растет сильная, перспективная. Почти 10 лет Аня тренировалась в Рыбинске, набиралась сил, оттачивала мастерство.
В 13 лет её родители развелись и с мамой они переехали в другое место. Чтобы замотивировать девочку, тренера решили отправить её в лучшее место для тренировок. В 14 лет она переехала в Новоуральск, в училище олимпийского резерва №1, где стала тренироваться у заслуженного тренера России Алексея Васильевича Ельнякова. В сезоне 2017/2028 15-летняя спортсменка впервые участвовала на чемпионате России среди юниоров. В 2019 году стала впервые чемпионкой России в составе эстафетной команды из Ярославля. 
В 2021 году на Кубке союза конькобежцев России она заняла 2-е место и это стало её переломным моментом. В апреле на чемпионате России в Коломне она впервые выиграла серебряную медаль в забеге на 500 метров и бронзовую на 1500 метров. После Кубка союза конькобежцев Анна вошла в состав команды для подготовки к Олимпийским играм и участвовала в 4-х этапах Кубка мира. На одном из этапов в Дебрецене Вострикова заболела ковидом-19 и выпала из тренировочного процесса. И всё же она сумела восстановиться – её включили в олимпийскую команду. 
В феврале 2022 года на зимних Олимпийских играх в Пекине в забеге на 1000 метров она дошла до 1/4 финала, на 1500 метров сумела дойти до полуфинала. Также с командой дошла до полуфинала в эстафете. В марте Вострикова на чемпионате России в Коломне стала второй на дистанции 1500 метров, а в декабре на чемпионате России в классическом многоборье завоевала бронзовую медаль, уступив только Екатерине Алдошкиной и Анне Матвеевой.. В марте 2023 года на очередном чемпионате России в Уфе стала чемпионкой страны на дистанции 1500 метров и серебряным призёром на 1000 метров. 
В феврале 2024 года на всероссийской Спартакиаде в Челябинске она стала третьей на дистанции 1000 метров, а в декабре на чемпионате России на отдельных дистанциях в Челябинске Анна выиграла второй год подряд в забеге на 1500 метров и вновь стала второй на 1000 метров.

## Личная жизнь
Анна вышла замуж в апреле 2024 года за Владимира Уразова и в сезоне 2024/25 стала выступать под его фамилией.. Её хобби - прогулки, прослушивание музыки, чтение. Она обучается в Смоленском государственном университете спорта в области тренерской деятельности.